# Peetu Piiroinen
Peetu Piiroinen (n. 15 februarie 1988, Hyvinkää, Uusimaa Province⁠(d), Finlanda) este un sportiv ce a reprezentat Finlanda, medaliat olimpic. A participat la 2 ediții ale Jocurilor Olimpice (2010, 2014) în care a câștigat o medalie de argint.